# Ideologia (álbum)
Ideologia é o terceiro álbum solo do cantor e compositor brasileiro Cazuza, lançado em 1988. É considerado um de seus melhores álbuns e ganhou o Prêmio Sharp de melhor álbum no ano de seu lançamento. Neste álbum, Cazuza fala sobre sua relação com a AIDS e com a morte. A capa do álbum causou certa polêmica, pois misturava suásticas e estrelas de Davi. O álbum também se destacou pela canção "Faz Parte do Meu Show", com arranjos da bossa nova tendo acompanhamento orquestral.
Entre as faixas, destacam-se grandes sucessos do cantor, como "Brasil ", "Faz Parte do Meu Show" e "Ideologia", sendo que as duas últimas foram as canções brasileiras mais executadas nas rádios em 1988. A canção também foi incluída na trilha sonora nacional da novela "Vale Tudo", exibida entre 1988/1989 pela TV Globo. Na trama escrita por Gilberto Braga e Aguinaldo Silva, a canção "Faz Parte do Meu Show" foi tema da personagem "Solange", interpretada por Lidia Brondi. Quanto a faixa "Brasil", esta foi regravada pela cantora Gal Costa e utilizada como tema da telenovela. Ambas retornaram no remake de 2025.
A canção de abertura e que dá título ao disco, "Ideologia", foi eleita pela revista Rolling Stone como a 83ª melhor canção brasileira.

## Contexto
No dia 29 de abril de 1987, Cazuza recebeu a notícia de que era portador do vírus HIV, apenas um semana antes da estreia da turnê do álbum Só Se For a Dois, que ocorreu de 7 de maio à 15 de setembro. As gravações para o novo álbum, que começariam em outubro de 1987, tiveram que ser adiadas quando o cantor é internado na Clínica São Vicente, no Rio de Janeiro, para se tratar de uma nova pneumonia, doença que já o levou a ser internado em 1985 - na época, ainda sem saber que era uma manifestação da AIDS. Durante uma visita de seu amigo, parceiro de composições e ex-colega de banda, Frejat, os dois compuseram "Ideologia", que viria a ser a faixa-título. Em pouco tempo, os médicos brasileiros já não sabiam como tratar da infecção, que seguia inabalável. Assim, acompanhado de seus pais, do amigo Ezequiel Neves e de uma cuidadora, ele foi procurar tratamento no New England Hospital de Boston, que era referência no combate à AIDS.
Durante dois meses de internação, o artista refletia sobre o impacto de suas músicas sob o público e, inspirado pelo hit "Que País É Este?", resolveu trazer uma abordagem mais política, séria e intimista em suas letras, além das românticas pelas quais era conhecido. Entre fortes reações e efeitos colaterais à remédios e doença, ele cantarolava melodias e escrevia que viu "a cara da morte". Em dezembro de 1987, Cazuza retorna ao Brasil mais magro e com o cabelo liso, devido às tratamentos com doses de AZT, e mais maduro musicalmente; “Parei de falar um pouco do meu quintal e passei a falar da minha geração”, disse em entrevista de 1989. Assim, inicia as gravações para um novo disco em janeiro. A produção ficou a cargo de Ezequiel Neves e Nilo Romero. Assim como nos anteriores, Ideologia contou com diversos nomes participando da composição e da gravação de músicas, como Sandra de Sá, Ritchie, Lobão, Dé Palmeira, Gilberto Gil, entre outros.

## Conteúdo
A faixa-título abre o álbum com rock da aclamada parceria de Cazuza e Frejat. A letra conta com a busca por um sentido na vida após a frustração e a desilusão com a realidade. Esta foi uma das primeiras letras escritas por Cazuza após ter descoberto ser soropositivo, o que se mostra no verso "O meu prazer agora é risco de vida". Juntamente a "Exagerado" e "O Tempo Não Para", "Ideologia" é uma das músicas de maior sucesso do cantor.
Durante sua internação em Boston, Cazuza passou por sérias complicações entre outubro e dezembro de 1987 que quase o levaram à morte. Mesmo debilitado, com uma melhora, o cantor escreveu com o verso irônico "Eu vi a cara da morte e ela estava viva - viva!". Ele mesmo escreveu a letra a musicou a canção, assim como nas músicas "O Assassinato da Flor" e "A Orelha de Eurídice" - esta última seria originalmente musicada por Renato Russo.
A canção "Vida Fácil", parceria com Frejat, ironiza a hipocrisia e a futilidade de uma vida baseada em aparências e poder financeiro. Esta foi incluída na trilha sonora nacional da novela "Fera Radical", exibida no ano de 1988 pela TV Globo. Na trama de Walther Negrão ela foi tema do personagem "Paxá" de Tato Gabus Mendes. Oito anos depois de seu lançamento, a canção foi novamente incluída em outra trilha sonora de novela da TV Globo, em "Salsa e Merengue", exibida entre 1996 e 1997, como tema da personagem "Adriana" interpretada por Cristiana Oliveira.
Outra música com melodia de Frejat foi "Blues da Piedade", em que Cazuza expressa piedade e compaixão por pessoas que vivem vidas infelizes, limitadas e "caretas", que são vencidas comumente pela rotina e pelos seus próprios problemas. A canção conta com a participação de Sandra de Sá nos vocais de apoio e Frejat na guitarra.
"Brasil" foi composta por Cazuza em parceria com Nilo Romero e George Israel, do Kid Abelha e ganhou o Prêmio Sharp de melhor canção. É considerada uma declaração de amor ao país, ainda que expondo defeitos e desigualdades. No mesmo ano de seu lançamento, a canção foi regravada por Gal Costa numa versão samba-rock. Essa versão foi incluída como tema de abertura da novela Vale Tudo da Rede Globo. Cazuza afirmou que escreveu "Brasil" após uma "inveja criativa" que sentiu ao ouvir "Que País é Este?", da Legião Urbana.
A convite de Gilberto Gil, Cazuza escreveu os versos da canção "Um Trem Para As Estrelas". A música narra a dureza do dia a dia do trabalhador no Brasil da década de 1980, pós-ditadura, buscando uma vida melhor em meio ao aumento da inflação, fome e desemprego. Esta foi música-tema de um filme de mesmo nome.
"Faz Parte do Meu Show" foi composta por Cazuza em parceria com Renato Ladeira e destaca-se na obra de Cazuza por ter um arranjo bossa nova. Por coincidência ou não, no ano de lançamento, em 1988, este movimento musical estava completando 30 anos. A canção é considerada a última do estilo a fazer sucesso. Apesar de ser mais lembrada com Cazuza, ela foi originalmente gravada pelo grupo Herva Doce com um arranjo rock e com algumas mudanças na letra.

### Capa
A capa do disco é uma foto tirada por Flavio Colker de uma instalação artística de Barrão, que reuniu objetos que ele encontrou após uma chuvarada na Praia de São Conrado e ilustrações representando ideologias.

## Faixas
| N.º            | Título                          | Compositor(es)                     | Duração |  |
| 1.             | "Ideologia"                     | Cazuza, Frejat                     | 4:06    |  |
| 2.             | "Boas Novas"                    | Cazuza                             | 2:54    |  |
| 3.             | "O Assassinato da Flor"         | Cazuza                             | 2:44    |  |
| 4.             | "A Orelha de Eurídice"          | Cazuza                             | 1:54    |  |
| 5.             | "Guerra Civil"                  | Cazuza, Ritchie                    | 3:21    |  |
| 6.             | "Brasil"                        | Cazuza, George Israel, Nilo Romero | 3:12    |  |
| 7.             | "Um Trem para as Estrelas"      | Cazuza, Gilberto Gil               | 3:36    |  |
| 8.             | "Vida Fácil"                    | Cazuza, Frejat                     | 3:45    |  |
| 9.             | "Blues da Piedade"              | Cazuza, Frejat                     | 4:15    |  |
| 10.            | "Obrigado (Por Ter Se Mandado)" | Cazuza, Zé Luis                    | 3:32    |  |
| 11.            | "Minha Flor, Meu Bebê"          | Cazuza, Dé Palmeira                | 3:06    |  |
| 12.            | "Faz Parte do Meu Show"         | Cazuza, Renato Ladeira             | 2:56    |  |
| Duração total: | Duração total:                  | Duração total:                     | 39:21   |  |

## Banda
- Ricardo Palmeira: guitarra, violão
- Torcuato Mariano: guitarra, violão
- Nilo Romero: baixo, guitarra
- João Rebouças: teclados
- William Magalhães: teclados
- Sergio Della Monica: bateria
- Claudio Infante: bateria
- Fred Maciel: bateria
- Fernando Moraes: bateria
- Marçalzinho: percussão
- Jaca: percurssão
- Nina Pancevsky, Solange Borges, Regininha, Jussara Lourenço: vocais de apoio
- Márcio Lott, Luiz Carlos Ismail, Ricardo Magno: vocais de apoio

### Participações especiais
- Roberto Frejat: guitarra em "Blues da Piedade"
- Sandra de Sá: vocais de apoio em "Blues da Piedade"
- Lobão: bateria em "Obrigado (Por Ter Se Mandado)"
- Ritchie: programação de sequenciador em "Guerra Civil"
- Zé Luis: saxofone em "Obrigado (Por Ter Se Mandado)" e "Minha Flor, Meu Bebê"
- Raphael Rabello: violão de sete cordas em "O Assassinato da Flor"
- Waltel Blanco: violão e arranjos em "Faz Parte do Meu Show"
- Christie Hou: violino em "A Orelha de Eurícide"